# چونتا پاتا
چونتا پاتا (به اسپانیایی: Chunta Pata) یک کوه در پرو است که در استان لا اونیون واقع شده‌است. چونتا پاتا ۵٬۰۰۰ متر بالاتر از سطح دریا واقع شده‌است.